# Faroa salutaris
Faroa salutaris är en gentianaväxtart som beskrevs av Friedrich Welwitsch. Faroa salutaris ingår i släktet Faroa och familjen gentianaväxter. Inga underarter finns listade i Catalogue of Life.